# Ochlodes venata
Ochlodes venata is een vlinder uit de familie van de dikkopjes (Hesperiidae). De wetenschappelijke naam van de soort is voor het eerst gepubliceerd in 1853 door Otto Vasilievich Bremer & Vasilii Fomich Grey. Ochlodes venata lijkt sterk op het Groot dikkopje.

## Taxonomie
Er bestaat twijfel over of Ochlodes venata een aparte soort is of een ondersoort van het Groot dikkopje (Ochlodes sylvana). Zolang het I.C.Z.N. daar nog geen besluit over heeft genomen, blijft alles zoals het is. Tot 2000 heeft ook twijfel bestaan over of het Groot dikkopje een ondersoort zou moeten zijn van Ochlodes venata, maar hierover heeft het I.C.Z.N. uiteindelijk negatief beslist. 

## Verspreiding
Ochlodes venata komt voor in Oost-Azië waaronder Oost-China, Oost-Siberië, Korea en Japan.